# Ingrid Seynhaeve
Ingrid Seynhaeve (Menen, 28 giugno 1973) è una modella belga.

## Biografia
Nel 1991 vince il concorso Elite Look of the Year. Nel 1993 partecipa ad un servizio fotografico su Sports Illustrated. È stata scelta per la copertina di varie riviste internazionali, tra cui Elle e Max.
Ha sfilato per Ángel Schlesser, Armani, Bella Freud, Bill Blass, Carolina Herrera, Charo Azcona, Duyos & Paniagua, Elie Saab, Fusco, Hanae Mori, Gemma Kahng, Gres, Guess?, John Richmond, Laura Biagiotti, Louis Feraud, Michael Kors, Mulberry, Nacho Ruiz, Nicole Miller, Oscar de la Renta, Pedro del Hierro, Ralph Lauren e Roberto Verino.
Ha inoltre sfilato per Victoria's Secret nel 1997 e nel 2000.
Ha partecipato a varie pubblicità, tra cui Nivea, Anti Flirt, Ben Kahn, Buffalo Jeans, Bullocks, Dillard's, Guess, J&B, Kathleen Madden, Kezjar's, Macy's, Mikimoto, Ralph Lauren, Saks Fifth Avenue, Teri Jon, Victoria's Secret.

### Agenzie
- Dominique Models
- Click Models - New York
- Stars International Model Agency - Spagna
- Munich Models
- Premier Model Management
- Über-Warning Models
- View Management - Spagna
- Trump Model Management
- Women Management - Parigi